# The Man Without a Country (film 1917)
The Man Without a Country è un film muto del 1917 diretto da Ernest C. Warde, sotto la supervisione di Edwin Thanhouser.
La storia che, nel racconto originale di Edward Everett Hale prendeva spunto dalla guerra civile americana, nel film viene aggiornata, ambientata durante il primo conflitto mondiale.
Il film fu l'ultimo della carriera della protagonista, l'attrice Florence La Badie: nell'agosto 1917 fu coinvolta in un incidente automobilistico e morì poco dopo.

## Trama
Fin da piccola, dopo essere rimasta orfana, Barbara Norton ha vissuto con gli zii. Ormai grande, si innamora di un giovane con il quale si fidanza. Questi, che appartiene a una facoltosa famiglia del posto, si dichiara un convinto pacifista e, quando gli Stati Uniti entrano in guerra, rifiuta di arruolarsi. Il suo atteggiamento amareggia Barbara che gli restituisce l'anello di fidanzamento per poi andare a fare l'infermiera nella Croce Rossa. Il piroscafo sul quale è imbarcata e che la sta portando in Francia viene silurato e affondato. Il nome della ragazza appare nella lista dei dispersi e tutti credono che sia annegata.
Neanche questo fatto, però, scuote le convinzioni dell'ex fidanzato. Tanto che un vecchio amico di suo padre, scosso dal suo comportamento, gli porta da leggere un libro, L'uomo senza una patria. Dopo quella lettura, il giovane si ricrede e decide di arruolarsi. Barbara, che si è salvata, ritorna a casa e un abbraccio sigilla l'amore ritrovato dei due fidanzati.

## Produzione
Il film fu prodotto dalla Thanhouser Film Corporation.

## Distribuzione
Distribuito dalla Universal Film Manufacturing Company (con il nome Jewel Productions), il film uscì nelle sale cinematografiche statunitensi il 9 settembre 1917.